# Gamesa G80-2MW
Il Gamesa G 80-2MW, costruito dalla ditta spagnola Gamesa Eólica è un modello di aerogeneratore ad asse orizzontale, ad elica tri-pala a sopravvento (upwind) che utilizza sistemi di controllo dell'angolo d'attacco delle pale (pitch control) e il generatore DFIG (versione a 50 Hz). La ditta spagnola Gamesa ha installato più di 500 unità di questo tipo in tutto il mondo sin dalla loro presentazione.
La tecnologia di base deriva da studi compiuti assieme alla ditta danese Vestas, per il suo aerogeneratore V 80-2MW. Attualmente la ditta ispanica possiede i suoi propri centri per la ricerca e la progettazione di nuove turbine. Gamesa occupa il secondo posto a livello mondiale come numero di aerogeneratori prodotti.
Per il terzo quarto dell'anno 2008, grazie agli aerogeneratori, la ditta Gamesa aveva annunciato profitti di circa 311 milioni di euro. Nello stesso periodo dell'anno 2009, a causa della crisi, i profitti si ridussero a 86 milioni di euro.

## Caratteristiche
La G80-2MW è particolarmente adatta a venti incostanti, con raffiche di vento forte, come quelli che si hanno nelle regioni attorno al bacino del Mediterraneo.
Tra i suoi pregi si può citare il sistema Gamesa SGIPE, per il controllo e monitoraggio in remoto dell'aerogeneratore tramite accesso via internet "WindNet". Da segnalare anche l'automatizzazione del "Sistema de Mantenimiento Predictivo" SMP.
Le pale sono in fibra di vetro, impregnate con resine epossidiche, rinforzate con fibra di carbonio, fatto che le rende più leggere ed economiche da produrre.
La torre è di tipo modulare, tubolare, e può avere da tre sezioni (alta 60 m e 127 t di peso) fino a cinque sezioni (alta 100 m con peso di 283 tonnellate).
La scatola del moltiplicatore ha tre stadi, uno planetario e due ad assi paralleli.
Per la refrigerazione si utilizza un circuito ad olio, con radiatore nella parte posteriore della gondola, capace di smaltire 2,2 kW di calore.

## Dettagli tecnici
| Parametro                | Valore                                                  |
| ------------------------ | ------------------------------------------------------- |
| Potenza massima          | 2000 kW                                                 |
| Concetto                 | Velocità variabile, generatore DFIG con "pitch control" |
| Diametro del rotore      | 80 m                                                    |
| Controllo della velocità | Pitch control indipendente per ogni pala                |
| Generatore               | Refrigerato ad olio, pompa e radiatore (2,2 kW)         |
| Scatola del cambio       | Un planetario e due assiali                             |
| Cut In                   | 4 m/s                                                   |
| Rated                    | 17 m/s                                                  |
| Cut Out                  | 25 m/s                                                  |

## Modalità di rumore

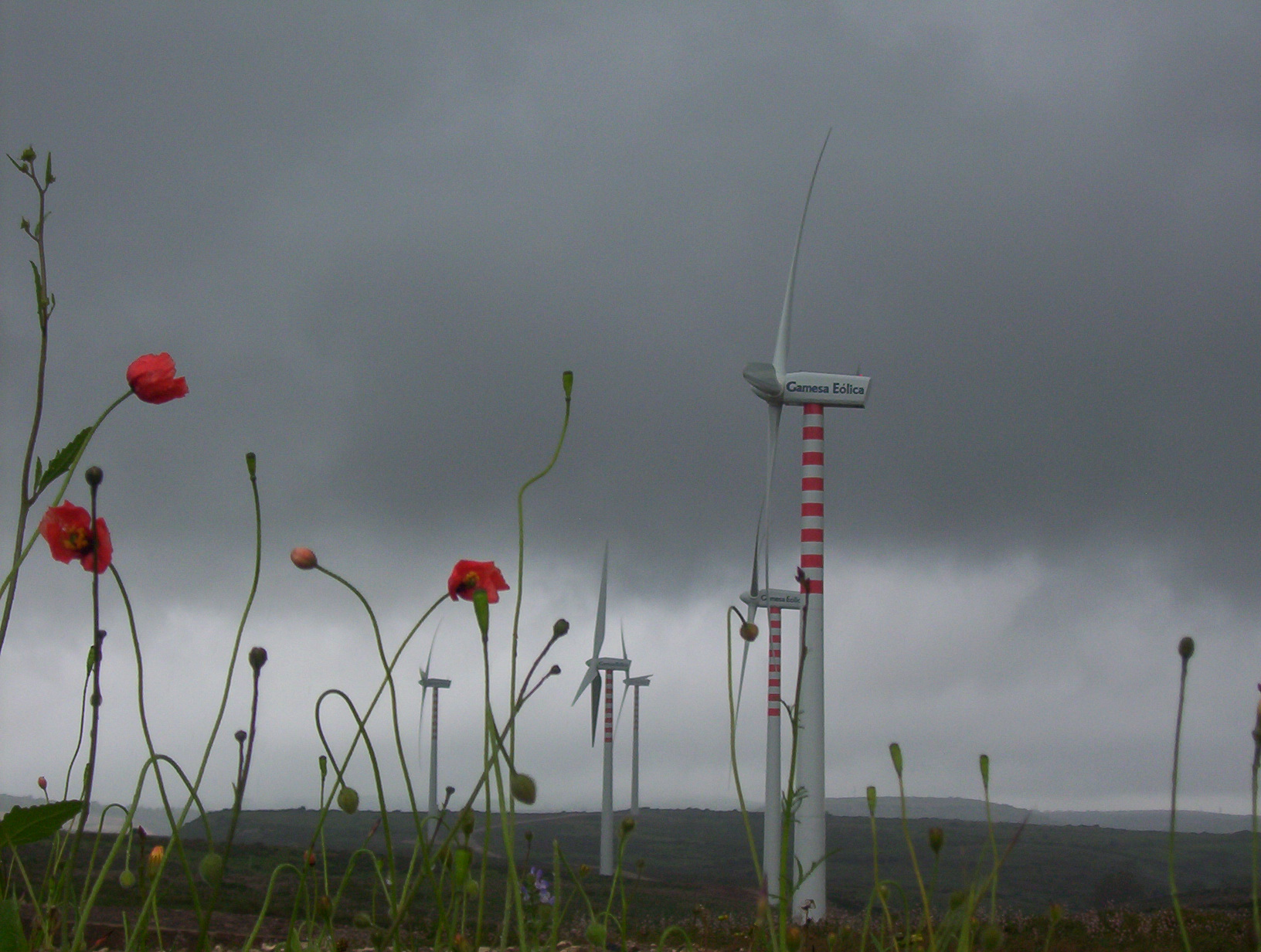
Aerogeneratori della Gamesa Eolica nel parco eolico di Florinas (Provincia di Sassari).

L'aerogeneratore G80-2MW può essere programmato per lavorare con cinque diverse modalità di rumore ('noise modes'). Ogni modalità viene stabilita nel software della turbine come parte della installazione, e la modalità può essere cambiata successivamente. Ogni diverso "noise mode" implica l'erogazione di una differente curva di potenza, e dunque per un'operatività più silenziosa può essere necessario sacrificare una parte dell'erogazione di energia. Il controllo del rumore viene ottenuto grazie ad aggiustamenti dell'angolo di incidenza delle pale.

## Differenze con le versioni installate in USA e Canada
Per ragioni di licenza operativa, il modello a 60 Hz venduto nei mercati di USA e Canada utilizzano un sistema convertitore lievemente diverso, permettendo il flusso di potenza soltanto a una via  attraverso il convertitore del rotore, piuttosto che il flusso di potenza a due vie usato nella versione standard. Questa restrizione non si applica ai modelli a 60 Hz venduti in altre regioni (ad.es. in Giappone).

## Costruttore
Attualmente, le gondole vengono prodotte dalla fabbrica spagnola "Gamesa". Le torri di sostegno e le pale degli aerogeneratori provengono da diversi fornitori, spesso locali.